# Ángela Hernández Núñez
Ángela Hernández Núñez (Buena Vista, 1954) è una scrittrice dominicana.
Nella sua prosa si ritrovano le tracce della pratica poetica, insieme emotiva e immaginosa. Le sue storie hanno soprattutto protagoniste femminili, tra campagna caraibica e metropoli, e indagano il mondo dei sentimenti e dei conflitti sociali. Ha anche allestito varie mostre di fotografia, dedicandosi ai ritratti e all'espressività insospettabile dei dettagli minuti e dimenticati.

## Opere
- Alótropos (racconti, 1989)
- Masticar una rosa (racconti, 1993)
- Arca espejada (poesia, 1994)
- Telar de rebeldía (poesia, 1998)
- Piedra de sacrificio (racconti, 2000)
- Mudanza de los sentidos (romanzo, 2001)
- La escritura como opción ética (saggi, 2002)
- Charamicos (romanzo, 2003)
- Alicornio (poesia, 2004)
- Metáfora del cuerpo en fuga (romanzo, 2005)